# Hamburg (condado de Vernon, Wisconsin)
Hamburg es un pueblo ubicado en el condado de Vernon en el estado estadounidense de Wisconsin. En el Censo de 2010 tenía una población de 973 habitantes y una densidad poblacional de 10,58 personas por km².

## Geografía
Hamburg se encuentra ubicado en las coordenadas 43°41′8″N 91°4′59″O / 43.68556, -91.08306. Según la Oficina del Censo de los Estados Unidos, Hamburg tiene una superficie total de 91.95 km², de la cual 91.75 km² corresponden a tierra firme y (0.21%) 0.2 km² es agua.

## Demografía
Según el censo de 2010, había 973 personas residiendo en Hamburg. La densidad de población era de 10,58 hab./km². De los 973 habitantes, Hamburg estaba compuesto por el 98.36% blancos, el 0.21% eran afroamericanos, el 0% eran amerindios, el 0.21% eran asiáticos, el 0% eran isleños del Pacífico, el 0.41% eran de otras razas y el 0.82% pertenecían a dos o más razas. Del total de la población el 1.85% eran hispanos o latinos de cualquier raza.